# Тіріс
Тірі́с (рос. Тирис) — селище у складі Абдулинського міського округу Оренбурзької області, Росія.

## Населення
Населення — 3 особи (2010; 5 у 2002).
Національний склад (станом на 2002 рік):
- росіяни — 60 %
- вірмени — 40 %